# 大志生木村
大志生木村（おおじうきむら）は、大分県北海部郡にあった村。現在の大分市の一部にあたる。

## 地理
別府湾に注ぐ志生木川流域に位置していた。

## 歴史
- 1889年（明治22年）4月1日、町村制の施行により、北海部大平村、志生木村が合併して村制施行し、大志生木村が発足[1][2]。旧村名を継承した大平、志生木の2大字を編成[2]。
- 1907年（明治40年）7月1日、北海部郡神馬木村と合併し神崎村を新設して廃止された[1][2]。

### 地名の由来
近世期の域内最大の村の大志生木村による。

## 産業
- 農業